# Volker Strassen
Volker Strassen (Düsseldorf, 29 de abril de 1936) é um matemático alemão.
Em 1971 Strassen publicou um artigo em conjunto com Arnold Schönhage em “Asymptotically fast-integer multiplication (algoritmo Schönhage-Strassen). Ele também desenvolveu, em 1969, o “Fast-asymptotically matrix multiplication”, agora conhecido como algoritmo de Strassen, embora o seu algoritmo é apenas ligeiramente mais rápido que o algoritmo normal de multiplicação matriz, ele foi o primeiro a lembrar que a eliminação de Gauss não é ideal. 
A partir de seu papel na história, começaram a busca por um novo limite superior (Upper Bound) por algoritmos ainda mais rápido, como o algoritmo Winograd de Shmuel Winograd em 1980 (que utiliza 7 binário multiplicações, mas 15 adições binárias em vez de 18 com o algoritmo Strassen), e para matrizes mais complexas, o algoritmo Coppersmith-Winograd publicado em 1987 .
Em 2003, junto com outros três matemáticos, recebeu pela (Associação para Maquinaria da Computação (ACM) o Prêmio Paris Kanellakis, pela tese de “testes aleatórios utilizados em chave pública de criptografia“.
Atualmente Strassen é professor de matemática da Universidade de Constança na Alemanha.